# Adam Levine
 Der er for få eller ingen kildehenvisninger i denne artikel, hvilket er et problem. Du kan hjælpe ved at angive troværdige kilder til de påstande, som fremføres i artiklen.

Adam Noah Levine (født 18. marts 1979 i Los Angeles, Californien) er en amerikansk musiker og forsanger i bandet Maroon 5. Han har blandt andet også spillet med i anden sæson af tv-serien American Horror Story.
Hans forældre Fred og Patsy er begge jødiske, og Levine har udtalt sig om at han ser sig selv som jøde, selvom han ikke er specielt traditionel. I stedet dyrker Levine yoga. Levine har en ældre bror, Michael, og tre halvsøskende, Julia, Sam og Liza.
Udover at Levine er vokalist i pop/rock-gruppen Maroon 5, har han også arbejdet med diverse kunstnere, blandt andet Gym Class Heroes, der havde Levine med som gæstevokal i deres hit Stereo Hearts. Levine er også dommer på talentshowet The Voice, som han har vundet en gang. Levine er åbent demokrat, og tweetede under præsidentvalget i USA 2012 "Dear America, vote for Obama or I will lose my shit". Han går også meget ind for homoseksuelles rettigheder i USA.